# Dayr al-Awar
Dayr al-Awar fou una antiga vila d'Iraq al sud de Kerbala i a l'est de Najaf. El monestir és esmentat com a lloc de reunió dels tawwabun quan Sulayman ibn Surad va abandonar Kufa per dirigir-se a Kerbala. El seu nom encara és citat alguna altra vegada però ja no s'esmenta més després del segle IX.